# Остерија Векија (Ређо Емилија)
Остерија Векија је насеље у Италији у округу Ређо Емилија, региону Емилија-Ромања.
Према процени из 2011. у насељу је живело 137 становника. Насеље се налази на надморској висини од 135 м.